# منتخب غيرنزي للكريكت
منتخب غيرنزي للكريكت (بالإنجليزية: Guernsey cricket team)‏ هو ممثل غيرنزي الرسمي في المنافسات الدولية في الكريكت .